# Frederic Hymen Cowen
Frederic Hymen Cowen, född 29 januari 1852, död 6 oktober 1935, var en brittisk tonsättare och dirigent.
Cowen framträdde efter studier i England och Tyskland som en uppskattad dirigent för ett flertal engelska orkestrar som ledare av Händel festivals i London (sista gången 1923). Bland hans verk märks operor, operetter, oratorier, kantater, symfonier (bland annat The Scandinavian) och andra orkesterverk, kammarmusik samt främst sånger. 1913 utgav Cowen självbiografin My art and my friends.